# Лобково (Починковский район)
Лобково — деревня в Починковском районе Смоленской области России. Входит в состав Переснянского сельского поселения. Население — 69 жителей (2007 год).
Расположена в центральной части области в 5 км к северу от Починка, в 7 км восточнее автодороги А141 Орёл — Витебск. В 2 км юго-западнее деревни расположена железнодорожная станция Грудинино на линии Смоленск — Рославль.
До середины XX века название писалось Лабково, ранее иногда Лапково.

## История
Территория, на которой расположена деревня Лобково (Лабково, Лапково, Лопково), то есть земли в Ивановском стане Смоленского уезда Смоленской губернии, с 1618 г. и до середины XVII века находились во власти польского короля. В 1627 г. «Адам Заремба, мерничий Его Королевского Величества воеводства Смоленского, под присягою объявил своим листом, что он по привилею Его Королевского Величества и за особым листом от воеводы Смоленского, наместника земель Северских вымерил и ограничил земли к пашне и поселениям годной, 150 волок господину князю Николаю Боровскому, дворянину Его Королевского Величества и капитану Дорогобужскому. Именно: в деревне Буловицы, в пустошах Лобкове, Литвинове, Полункове, Зяхине, Салове, Поляны, Заболотье, Кимборове, Денисове, Акимене, Маланине, Трусове, Савушкине в воеводстве Смоленском в Ивановском стану, над реками лежащими над Лучасою, Хмарою и Рассожею». Примечательно, что Лобково названо пустошью, то есть местом ранее заселенным, но по какой-то причине оставленной жителями. Вероятнее всего это явилось результатом Смутного Времени и войн на Смоленщине. Видимо, не было в Лобкове тогда и церкви, иначе оно было бы прописано как «место церковное».
В 1650 г. брал в аренду у «пана Адама Боровского маетность под названием Буловицы в Ивановском стане» пан Адам Верховский.
По переписным книгам 1668 и 1678 годов, Буловицы и все окрестные деревни были уже заселены и числились за смоленским шляхтичем Александром Адамовым, сыном Верховским: село Лобково (18 дворов крестьянских, 3 двора задворных людей, 1 двор бобыльский), деревни Буловицы (22 дв.), Бердебяки (10 дв.), Зяхина (2 дв.кр., 1дв. бобыльский), Боровское (7 дв.), Кимбарова (3 дв.) и другие.
Таким образом, время строительства первой церкви в Лобково можно отнести к 1650—1660 гг.
У сына Павла Александровича Верховского, Даниила, владевшего селом Лобково и сельцом Буловицы, было огромное семейство, и по его смерти наследные владения Верховских были разделены между его детьми. При этом село Лобково с сельцом Буловицы оказались во владении Богдана (Василия) Даниловича Верховского.
17 сентября 1753 года Богдан Данилович Верховский обвенчался в церкви Рождества Богородицы села Лобково с девицей Анной Ивановной Маневской и поселился в сельце Буловицы. Здесь выросли трое их сыновей и шесть дочерей. Одна из дочерей, Пелагея (род. 4 мая 1759 г.) стала впоследствии матерью декабриста. А самый младший из детей, Захарий (род. 24 марта 1767 г.) всю свою сознательную жизнь посвятил служению Богу.
По данным III ревизии 1764 года в Лобково проживало 12 задворных людей и 56 крестьян, всего 68 человек. Со времени II ревизии 1745 года в селе умерли 31 человек, родились 37 человек, бежали 5 человек, отданы по «сделочной записи» 2 человека, отдан в рекруты 1 человек, в церковный причт перешли 2 человека.
По смерти родителя в 1784 г. братья Филипп, Илья и Захар провели полюбовный раздел имения. Филиппу досталось сельцо Буловицы, Илье — Лобково, а Захару — деревни Злотова и Зяхина. В 1787 г. Илья Богданович уволился от службы и ушел послушником в Авраамиевский монастырь в Смоленске, отдав Захару свою часть имения.
Захар Богданович (1768—1833), в юности служивший в лейб-гвардии Преображенском полку, к 1789 году продал все свои владения мужу сестры, Михаилу Яковлевичу Повало-Швейковскому, и ушел к отшельникам в Рославльские леса, став впоследствии схимонахом Зосимою, основателем Троице-Одигитриевского монастыря в Верейском уезде под Москвой.
При разделе имения Верховских в конце XVIII в. сельцо Буловицы в 1787 г. было куплено премьер-майором Семеном Ивановичем Повало-Швейковским (отцом будущего декабриста), женатым на Пелагее Богдановне Верховской. Село Лобково и дер. Зяхину выкупил муж другой сестры, Аграфены Богдановны Верховской, поручик Михаил Яковлевич Повало-Швейковский.
Село Лобково упоминается в дневниковых записях Николая Дмитриевича Дурново за 1812:
«Октябрь.
30. Из Балтутино Главная квартира перенесена в Лабково по дороге в Рославль. Мы продолжаем фланговый марш, а неприятель продолжает бежать со всех ног. Мы с Беннигсеном в двух верстах от Лабково.
31. Армия провела весь день в Лабково, чтобы передохнуть, поскольку люди очень устали.
Ноябрь.
1. Главная квартира перенесена из Лабково в Щелканово».
Ему вторит в своем дневнике Павел Сергеевич Пущин :
«30 октября. Среда.
Снова выступили в 9 часов утра. Главный штаб остановился в Лобково, расположенном на главном тракте Рославль — Смоленск. Наш корпус разместился по квартирам в 2 верстах от с. Грудино».
Об этой же стоянке в Лобково говорит также находившийся при русской армии английский генерал Роберт Вильсон в своем письме Александру I от 31 октября: «Удобные случаи кончить сию войну были пропущены, хотя представлялись неоднократно. В теперешней позиции теряем мы день, сделав роздых без нужды».
После смерти Михаила Яковлевича Повало-Швейковского в 1818 году село Лобково перешло его сыну Павлу Михайловичу Повало-Швейковскому. Профессиональный моряк, Павел Михайлович сразу по окончании морского корпуса участвовал в сражении с турецкой флотилией у Дарданелл в 1807 году, а с 1813 по 1816 годы был в кругосветном плавании под командой лейтенанта Лазарева на корабле «Суворов». В 1819 году он уволился от службы в чине капитан-лейтенанта и некоторое время жил в Лобково: 10 марта 1822 года в храме села Лобково крестили его сына Николая.
В 1818 г. в с. Лобково были переведены несколько семей дворовых из с. Большой Хмары Ельнинского уезда, а также 2 человека из д. Панская Нива (Замостище) Рославльского уезда к матери и отчиму.
В том же 1818 г. из с. Лобково отселено несколько семей крестьян во вновь поселенную деревню Салово.
Житие старца Зосимы говорит о том, что его отец строил в своё время в Лобкове новый храм. Потом его, видимо, подновлял Михаил Яковлевич Повало-Швейковский, так как известно, что в 1790 г. в селе Лобково находился «по художественной и иконостасной работе города Смоленска Георгиевской церкви дьяк Афанасий Петрович Павловский».
Неоднократно, в 1803, 1804, 1807 гг. ктитору церкви Семену Ивановичу Повало-Швейковскому делались замечания и внушения, что деревянная церковь пришла в негодность и требует ремонта, так как по всем стенам во время дождя течет вода, даже на аналой, крыльца обвалились, и ограда требует восстановления. Но С. И. Повало-Швейковский эти призывы игнорировал и никому не отдавал церковной казны и не подавал отчетов о приходе и расходе средств. Наконец, в 1808 г. Смоленский гражданский губернатор барон Аш через Губернское правление приказал принудить ктитора церковь починить, что и было выполнено, судя по тому, что дело закрыли.
В 1832 г. церковь в Лобково была перестроена уже Павлом Михайловичем Повало-Швейковским. По сведениям на 1897 г., в селе Лобково Смоленского уезда «деревянный храм построен в 1832 году. В церкви четыре престола: в главном холодном храме — Рождества Пресвятой Богородицы, святителя Николая Чудотворца и святых мучеников Бориса и Глеба; в придельном теплом храме — во имя Божией Матери „Всех скорбящих радости“. Прихожан — 1310 мужчин и 1387 женщин. Расстояние селений — 1-8 верст. В приходе 2 земские школы, учащихся до 125 человек».
Через село Лобково проходила важная дорога, связывавшая Смоленск с Рославлем и делавшая Лобково значительным населенным пунктом, который указывался на географических картах. На сегодняшний день наиболее ранней является карта 1773 г., на карте из атласа 1790-х гг. указано, что жителями содержится 6 подставных лошадей. Лобково можно также обнаружить на картах Смоленской губернии в географических атласах начала XIX века. В 1848 г. было начато строительство нового шоссе к западу от Лобково, и старая дорога потеряла своё значение.
В «Описании помещичьих имений», изданном в 1860 г., Лобково показано за Марией Павловной Похвисневой (урожд. Повало-Швейковской), крепостных крестьян мужского пола 62, 13 дворовых за тремя населенными пунктами (Лобково, Салово и Бабыново), дворов 13, издельных тягол 28. М. П. Похвиснева похоронена в Лобкове с мужем Михаилом Николаевичем и сыновьями Александром и Николаем.
В справочнике «Список населенных мест» (издан в 1868 г.) содержатся следующие сведения о селе Лобково: «По Рославльскому старому тракту владельческое село Лобково (Лабково, Лапково) при колодцах. Число дворов 18, число жителей м.п. 74 и ж.п. 86. Церковь православная одна».
В 1880 г. на средства Земства было открыто двухклассное Лобковское училище, в котором преподавали пять педагогов и обучалось в 1899—1900 гг. 127 мальчиков и 14 девочек. Известно, что в 1900 г. дополнительно преподавалось ремесло столярное с токарным. В 1901 г. уездным земством предлагалось открыть в Лобкове народную библиотеку, что свидетельствует о сравнительно высоком уровне грамотности населения.
В конце XIX столетия село Лобково и деревня Зяхина были во владении корнета Сергея Михайловича Похвиснева. Но в 1907 году имением полковника Похвиснева названа только дер. Зяхина. Дача же села Лобкова разделена: к северу от дороги разместились наделы крестьян села, а к югу от дороги — владение крестьянского поземельного банка. В справочнике «Список населенных мест» за 1904 г. значится: Село Лобково и деревня Лобково, Число дворов 3 и 40, число жителей м.п. 8 и 11 ж.п. и м.п. 94 и ж.п. 114 соответственно. Церковь, земская школа, ярмарка 8 сентября, две мелочных лавки.
При Советской власти церковь в селе была закрыта, а потом и разрушена. Село превратилось в деревню.
В годы Великой Отечественной войны деревня была оккупирована гитлеровскими войсками в июле 1941 года, освобождена в сентябре 1943 года.